# اويز (مقاطعة فراشبند)
اويز (بالفارسية: اویز) هي قرية تقع في قسم آويز الريفي (مقاطعة فراشبند) في إيران. يقدر عدد سكانها بـ 1,454 نسمة .